# 新竹油柑
新竹油柑（学名：Phyllanthus oligospermus）为大戟科油柑属下的一个种。

## 扩展阅读
- 維基物種上的相關：新竹油柑